# Ulysses Patera
Der Ulysses Patera ist ein Vulkan auf dem Mars. Er steht im Zentrum der Tharsis-Region. Mehrfach wurde er vom Pavonis Mons Lava beworfen. Er durchmisst rund 100 km und ist zwei bis drei Kilometer hoch. Zum System gehören neben dem Hauptkrater zwei kleinere Krater mit je einem Zentralberg.